# 士孫張
士孙张（?—?），姓士孙，名张，字仲方，西汉经学家。平陵（治今陕西省咸阳西北）人。
士孙张跟随五鹿充宗学《易经》，为博士，官至扬州牧、光禄大夫、给事中。家世代传其儒学。士孙张与邓彭祖、衡咸一起跟随梁丘贺的再传弟子五鹿充宗学习《梁丘易》。三人治《易》知名于世，他所受《易》原出于梁丘贺，自他之后，梁丘《易》又分为三家，即士孙、邓、衡之学。士孙张没有关于《易经》的著作传世。